# Brännmyrtjärnen, Hälsingland
Brännmyrtjärnen är en sjö i Ljusdals kommun i Hälsingland och ingår i Ljusnans huvudavrinningsområde.